# Rivière du Loup (vattendrag i Kanada, lat 46,22, long -72,92)
Rivière du Loup är ett vattendrag i Kanada.   Det ligger i provinsen Québec, i den sydöstra delen av landet, 230 km öster om huvudstaden Ottawa.
Runt Rivière du Loup är det ganska glesbefolkat, med 28 invånare per kvadratkilometer.